# Kalfun
Kalfun a fost primul emir de Bari, din perioada controlului islamic asupra Apuliei.
Kalfun avea o descendență berberă. El provenea din emiratul condus de dinastia aghlabizilor din Maghreb, fiind inițial servitor, poate chiar sclav.
În 847, Kalfun a condus forțele musulmane care au cucerit de la bizantini orașul Bari din sudul Italiei, după care a fost instalat emir al acestui oraș, fiind astfel fondatorul Emiratului de Bari, formațiune statală care va dura până la anul 871.